# Jozef Ševc
Jozef Ševc (ur. 16 maja 1948 w Závadce nad Hronom) – słowacki polityk, inżynier i działacz komunistyczny, parlamentarzysta (2002–2006), eurodeputowany (2004) i przewodniczący Komunistycznej Partii Słowacji (1998–2006).

## Życiorys
Studiował w Wyższej Szkole Ekonomicznej w Bratysławie, a w 1973 ukończył studia na Uniwersytecie Moskiewskim. Pracował jako inżynier, zajmując się energią jądrową. Od lat 60. aktywista komunistycznej młodzieżówki ČSM, a także działacz słowackiego oddziału Komunistycznej Partii Czechosłowacji. Był członkiem komitetu miejskiego w Bratysławie, w latach 1977–1990 zatrudniony komitecie centralnym (w wydziale ds. nauki i edukacji). Od lat 90. zatrudniony w sektorze prywatnym.
Został jednym z liderów powołanej w 1992 Komunistycznej Partii Słowacji, w 1998 wybrany na przewodniczącego tego ugrupowania. W 2002 uzyskał mandat posła do Słowackiej Rady Narodowej, który sprawował do 2006. Od 2003 pełnił funkcję obserwatora w Parlamencie Europejskim, od maja do lipca 2004 sprawował mandat eurodeputowanego V kadencji w ramach delegacji krajowej. Po wyborczej porażce komunistów w 2006 ustąpił z funkcji przewodniczącego partii, pozostając jej działaczem i kandydatem w kolejnych wyborach.
Jest zięciem Vasila Biľaka.